# EaseUS Partition Master
EaseUS Partition Master 是一款 磁碟分區 軟體，讓使用者可以在 32/64 位的 Windows 電腦和 Windows servers 上管理 傳統硬碟 以及 固態硬碟。

## 總覽
該程式由 EaseUS 易我科技所開發，最初於 2006 年發佈。它包含了3個版本：家庭版、專業版和企業版。  它支援 Windows 電腦預設 裝置管理員 不提供的任務，包括磁碟表面測試、隱藏磁碟分區、重建 MBR 和 WinPE 啟動磁碟映像檔。   
2021年易我分区大师16.5版本新增扩展/收缩分区功能。 

## 延伸閱讀
- 硬碟分割軟體列表